# Los dinosaurios
«Los dinosaurios» es una canción compuesta e interpretada por el músico argentino Charly García, incluida en su segundo álbum como solista, el clásico Clics modernos, y lanzado en 1983. Debido a su letra, que dice que todos «pueden desaparecer... pero los dinosaurios van a desaparecer», la canción ha sido masivamente considerada una metáfora de la última dictadura que gobernó en Argentina y los miles de personas detenidas y desaparecidas.
La canción fue estrenada en vivo el 26 de diciembre de 1982, en el estadio de Ferrocarril Oeste, durante la presentación de Yendo De La Cama Al Living.
El sitio web recopilatorio de críticas musicales, Acclaimed Music, rankea a «Los dinosaurios» como la nonagésima mejor canción lanzada en 1983.
El mismo Charly la considera una de sus canciones favoritas de su amplia discografía. Contó el mismo Charly García años más tarde sobre su vida en el Proceso de Reorganización Nacional y la influencia de sus canciones:

Milagrosamente no me llevaron preso, ni me torturaron. Me pasó lo que le pasó a cualquier tipo que tenía el pelo largo: que me llevaran frecuentemente a comisarías, por ejemplo, para pedirme explicaciones sobre las letras de las canciones.

En otra declaración, afirmó:

En aquella época la música fue para mí una forma de seguir viviendo un sueño en medio de la pesadilla que era la realidad.

## Reconocimientos
| Publicación                 | Región         | Lista                                                     | Año  | Rango |
| --------------------------- | -------------- | --------------------------------------------------------- | ---- | ----- |
| Al Borde                    | Estados Unidos | Las 500 canciones más importantes del rock iberoamericano | 2006 | 104   |
| MTV & Rolling Stone         | Argentina      | Top 100 Canciones del Rock Argentino                      | 2002 | 23    |
| Rock en las Américas        | Latinoamérica  | Las 120 Mejores Canciones del Rock Hispanoamericano       | 2009 | 52    |
| Adaptado de Acclaimed Music |                |                                                           |      |       |

## Personal
- Charly García: Piano, sintetizadores, voz
- Larry Carlton: Guitarra